# Art War
Art War ist ein deutscher Dokumentarfilm von Marco Wilms aus dem Jahr 2013 über das Aufkommen von Graffiti, Streetart und Musik als Ausdrucksmittel nach dem Sturz Husni Mubaraks und während des Arabischen Frühlings.

## Handlung
Der Dokumentarfilmer Marco Wilms begleitete über zwei Jahre den Musiker Ramy Essam, sowie die Electropop-Sängerin Bosaina und die jungen Künstler Mohamad Fahmy, auch bekannt als Ganzeer, Ammar Abo Bakr, Mohamed Khaled, Alaa Awad und den deutsch-ägyptischen Politologen Hamed Abdel-Samad. Der Film zeigt, wie die jungen Künstler ihre Kunst als Waffe, als Ausdruck ihres Protest und als Erinnerung an Märtyrer der Proteste, wie die Porträts in der Mohamed-Mahmoud-Straße, einsetzen.

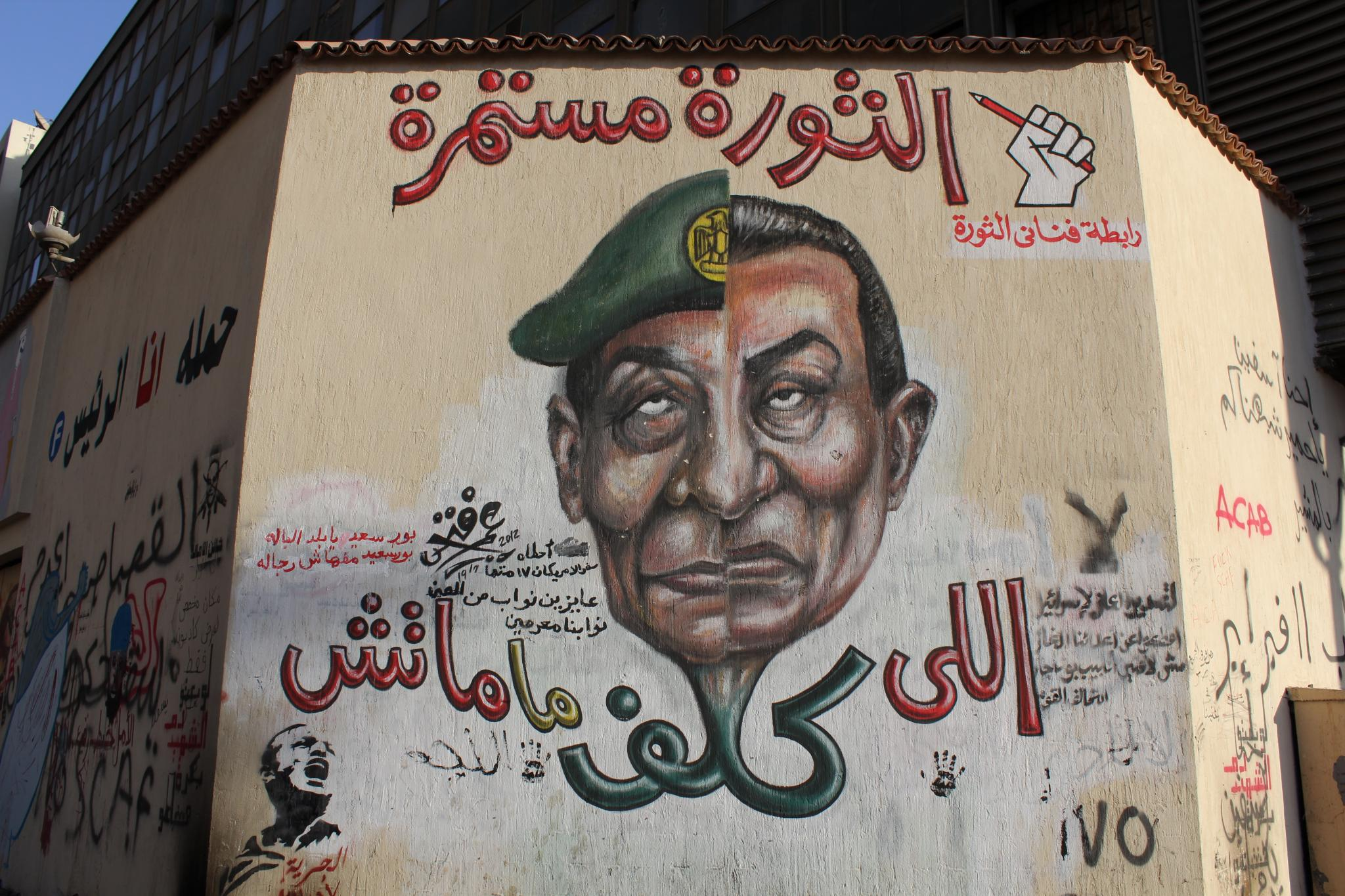
Graffito Tantawi is Mubarak in der Mohamed-Mahmoud-Straße

## Kritik
„Geradezu explodiert ist die Kreativität in vielen Vierteln von Kairo und Luxor nach dem Sturz Mubaraks im Frühjahr 2011. Diese lebendige Subkultur fängt Marco Wilms in fiebrigen Bildern ein. Der Filmemacher zeigt die Kunst als Mittel der Unterdrückten im Kampf gegen den Militärrat und als treibende Kraft, die noch lange nicht vollendete Revolution voranzutreiben. ‚Art War‘: empfehlenswert.“

„‚Art War‘ ist in seiner fatalistischen Präzision ein Glücksfall. Marco Wilms hält den Seismographen direkt ins brodelnde Zentrum der Unruhe. Er führt vor, was bislang nur abstrakt begreiflich schien: In Ägypten sind alle dissidenten Gruppen umstellt von Feinden. Das Regime tötete die Demonstranten, die Muslimbrüder jagen die Künstler, das Militär metzelt die Muslimbrüder nieder, die Künstler bejubeln das Militär. In den Graffiti auf den Wänden der Stadt erkennt man das Trauma einer ganzen Generation.“

## Auszeichnungen und Nominierungen
- 2013: Lobende Erwähnung des DOK Leipzig
- 2013: Prix Télérama Award des Festival International de Programmes Audiovisuels